# Helen Abbot Merrill
 Helen Abbot Merrill  (* 30. März 1864 in Llewellyn Park Orange (New Jersey); † 2. Mai 1949 in Wellesley, Massachusetts) war eine US-amerikanische Mathematikerin und Hochschullehrerin. 

## Leben
Merrill wurde als fünftes von sieben Kindern von Emily Dodge (Abbot) (1830–1889) und George Merrill  geboren und besuchte öffentliche Schulen in Newburyport und in New Brunswick. Sie studierte am Wellesley College Mathematik, Griechisch, Latein, Naturwissenschaften, Geschichte und erhielt 1886 ihren Bachelor-Abschluss.
Danach unterrichtete sie von 1886 bis 1889 an der Classical School for Girls in New York City und von 1891 bis 1893 an der Walnut Lane School in Germantown (Philadelphia). Von 1889 bis 1891 unterrichtete sie ehrenamtlich für die niederländische reformierte Kirche in New Brunswick. Von 1893 bis 1901 war sie neben dem Mathematikstudium Ausbilderin am Wellesley College und von 1896 bis 1997 Doktorandin an der Universität von Chicago. 1901 wurde sie zur Associate Professorin befördert und erhielt von 1901 bis 1902 eine Beurlaubung für das Studium in Göttingen und für Reisen in England und Italien. 1903 promovierte sie bei James P. Pierpont an der Yale University mit der Dissertation Solutions of Differential Equations Which Possess an Oscillation Theorem. 1915 wurde sie am Wellesley College zur ordentlichen Professorin befördert und blieb bis zu ihrer Pensionierung 1932 Vorsitzende der Abteilung.
Von 1914 bis 15 hatte sie eine Beurlaubung für die Napier-Konferenz in Edinburgh und für Reisen in Großbritannien, Kanada und den Vereinigten Staaten; 1915 nahm sie an einer Sommersitzung an der University of California teil. Von 1922 bis 1923 war sie für die Arbeit in englischen Universitätsbibliotheken und für Reisen in Frankreich und Italien beurlaubt. Sie trat der American Mathematical Society (AMS) im Jahr 1903 bei und wurde 1904 in die Mitgliederliste als lebenslanges Mitglied aufgenommen.

## Wirken
Sie war von 1916 bis 1919 Mitherausgeberin des American Mathematical Monthly, von 1917 bis 1920 Mitglied des Executive Council und von 1920 bis 1921 Vizepräsidentin der Mathematical Association of America. Sie war auch Autorin und Mitautorin von drei Lehrbüchern in Mathematik, die sie mit ihrer Kollegin Clara Eliza Smith gemeinsam verfasst hat. Weiterhin schrieb sie auch mathematische Gedichte und Lieder.
Sie starb 1949 in ihrem Haus in Wellesley und wurde in der Kapelle des Wellesley College beigesetzt. Aus ihrem Nachlass wurde ein spezieller AMS-Fonds eingerichtet, der „im Interesse der mathematischen Forschung zu verwenden“ sei. 1971 wurde die Beschreibung des Fonds geändert in „für die Nutzung durch die Gesellschaft bei dem Ermessen der Leitungsgremien “ (Bull. Amer. Math. Soc. 56).

## Mitgliedschaften
- American Mathematical Society
- Mathematical Association of America
- Phi Beta Kappa
- American Association for the Advancement of Science, Fellow 1911
- Deutsche Mathematiker-Vereinigung

## Veröffentlichungen (Auswahl)
- 1903: On solutions of differential equations which possess an oscillation theorem. Trans. Amer. Math. Soc. 4.
- 1914: mit C. E. Smith. Selected Topics in College Algebra. Norwood, Mass.: Norwood Press.
- 1917: mit C. E. Smith.:A First Course in Higher Algebra. New York: Macmillan Co.
- 1918: Why students fail in mathematics. Math. Teacher 11:45–56.
- 1926: So let me work: a poem. Math. Teacher 19:99.
- 1932: Three mathematical songs: Conic sections, Sing a song of 6 points, Greek and mathematics. Math. Teacher 25: 36–37.
- 1933: Mathematical Excursions: Side Trips along Paths Not Generally Traveled in Elementary Courses in Mathematics. Norwood, Mass.: Norwood Press. Reviews: Amer. Math. Monthly 40
- 1936: Some undergraduate memories. Wellesley Magazine 20 (5): 52–56.
- 1942: mit M. E. Stark. A mathematical contest. Amer. Math. Monthly 49:191–92.
- 1946: When teaching stops. Wellesley Magazine 30 (4): 247.